# 송창현 (야구인)
송창현(宋昌現, 1989년 8월 17일 ~ )은 전 KBO 리그 한화 이글스의 투수이다.

## 선수 시절

### 롯데 자이언츠시절
2013년에 입단하였다.

### 한화 이글스시절
입단 해인 2013년에 선수 등록을 채 마치기도 전에 당시 한화 이글스 소속이었던 장성호와의 1:1 트레이드로 이적했다. 2013년 5월 18일 두산 베어스전에서 데뷔 첫 선발 등판해 4이닝 1실점을 기록했다.

### 상무 야구단시절
2017년에 입단하였다.

### 한화 이글스복귀
2018년에 복귀하였다. 2020년 10월 23일에 방출되었다.

## 야구선수 은퇴 후
2020년 11월부터 양신스포츠아카데미의 코치로 활동한다.

## 출신 학교
- 대해초등학교
- 매송중학교
- 야탑고등학교
- 제주국제대학교

## 통산 기록
| 연도 | 팀명  | 평균자책점 | 경기 | 완투 | 완봉 | 승 | 패 | 세 | 홀 | 승률  | 타자 | 이닝  | 피안타 | 피홈런 | 볼넷 | 사구 | 탈삼진 | 실점 | 자책점 |
| ---- | ----- | ---------- | ---- | ---- | ---- | -- | -- | -- | -- | ----- | ---- | ----- | ------ | ------ | ---- | ---- | ------ | ---- | ------ |
| 2013 | 한화  | 3.70       | 30   | 0    | 0    | 2  | 8  | 0  | 0  | 0.200 | 348  | 82.2  | 58     | 9      | 47   | 5    | 46     | 40   | 34     |
| 2014 | 한화  | 6.69       | 20   | 0    | 0    | 1  | 9  | 0  | 0  | 0.100 | 390  | 79.1  | 104    | 11     | 60   | 3    | 30     | 69   | 59     |
| 2016 | 한화  | 5.06       | 11   | 0    | 0    | 0  | 0  | 0  | 0  | -     | 46   | 10.2  | 9      | 0      | 6    | 0    | 11     | 6    | 6      |
| 2019 | 한화  | 6.39       | 3    | 0    | 0    | 0  | 1  | 0  | 0  | 0.000 | 57   | 12.2  | 15     | 4      | 4    | 0    | 5      | 9    | 9      |
| 통산 | 4시즌 | 5.24       | 64   | 0    | 0    | 3  | 18 | 0  | 0  | 0.143 | 841  | 185.1 | 186    | 24     | 117  | 8    | 92     | 124  | 108    |